# 瓦爾格龍達峰
46°41′38″N 9°1′36″E / 46.69389°N 9.02667°E

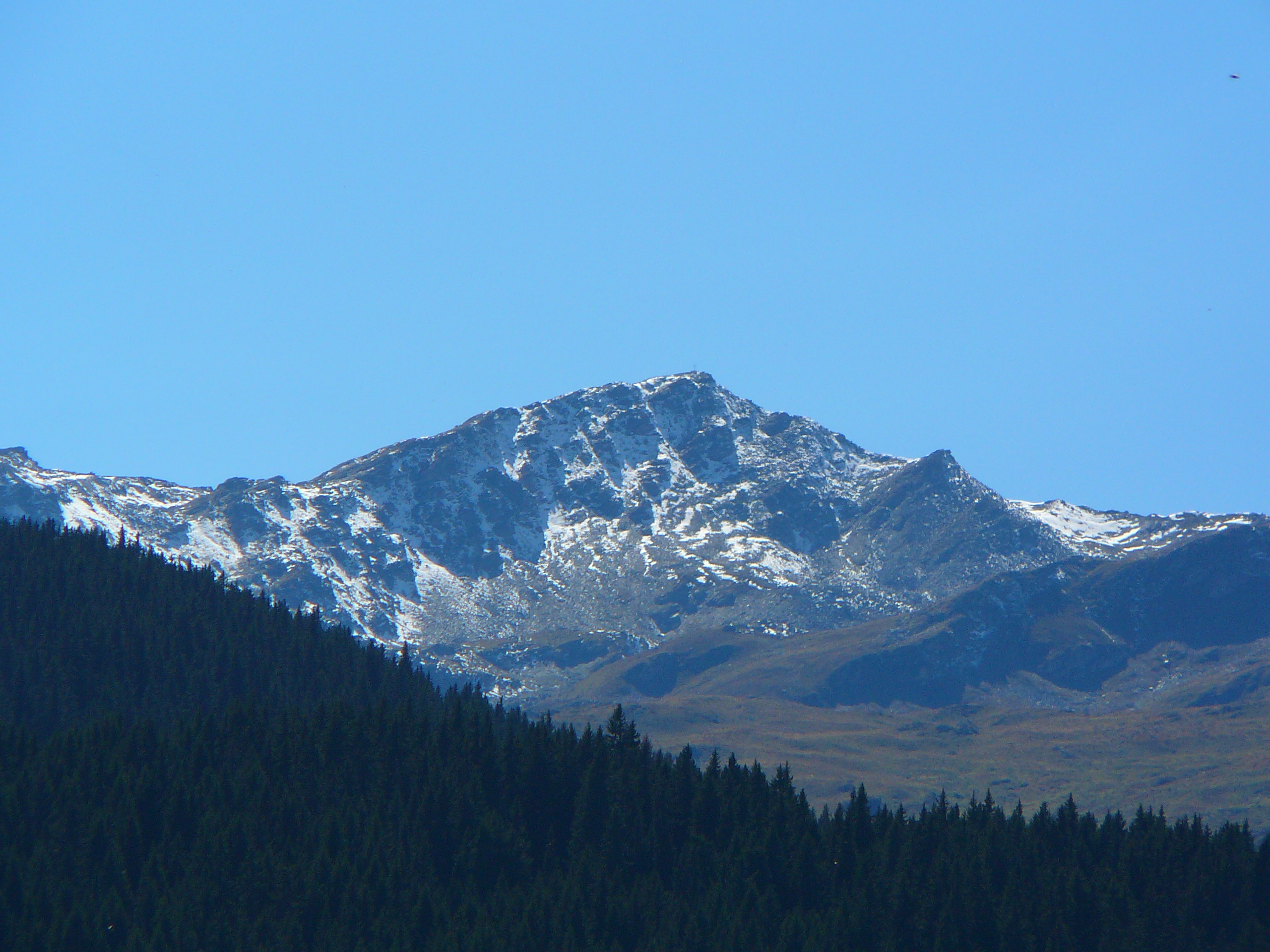

瓦爾格龍達峰（Piz Val Gronda），是瑞士的山峰，位於該國東南部，由格勞賓登州負責管轄，屬於格里松阿爾卑斯山脈的一部分，距離格倫峰1.8公里，海拔高度2,819米，每年平均降雨量1,929毫米。